# Nikodemus (Vorname)
Nikodemus ist ein männlicher Vorname, kommt aber auch als Familienname vor.

## Herkunft und Bedeutung
Griechisch: Νικόδημος - Nikodemos: ’’Sieger in der Volksversammlung’’ bzw. ’’Sieger aus dem Volk’’.

## Namenstag
Als Namenstag wird in der Katholischen Kirche der 3. August gefeiert.

## Varianten
- Nakdimon hebräisch
- Nicodème französisch
- Nicodemo italienisch, portugiesisch, spanisch
- Nicodemus englisch
- Nikodem polnisch
- Nikodemos griechisch, schwedisch
- Nikodemus deutsch, niederländisch
- Nikodim russisch
- Teemu finnisch

Die weibliche Form des Vornamens ist Nikodema.

## Bekannte Namensträger
Der bekannteste Namensträger ist der Pharisäer Nikodemus, der Jesus Christus besuchte. Viele der nachfolgend aufgeführten Personen sind nach ihm benannt:

### Vorname

#### Neuzeit
alphabetisch
- Nikodem Caro (1871–1935), polnischer Chemiker
- Nicodemus Frischlin (1547–1590), deutscher Philologe, Dichter, Mathematiker und Astronom
- Nikodemus Holler (* 1991), deutscher Radrennfahrer
- Nikodemus Kavikunua (?–1896), Führer der Herero in Deutsch-Südwestafrika
- Nicodemus Kirima (1936–2007), katholischer Erzbischof von Nyeri
- Nikodim Pawlowitsch Kondakow (1844–1925), russischer Historiker
- Nikodim von Leningrad (eigentlich: Boris Georgiewitsch Rotow) (1929–1978), russisch-orthodoxer Metropolit von Nowgorod und Leningrad (1963–1978)
- Nicodemus Lappius (1582–1663), sächsisch-coburgischer Hofprediger und Hebraist
- Nikodemus Metaxas, griechischer Verleger im 16. Jahrhundert und Anhänger der Reformation
- Nikodim Rusnak (1921–2011), ukrainisch-orthodoxer Metropolit von Charkiw und Bohoduchiw
- Nikodemus della Scala († 1443), Fürstbischof von Freising (1421–1443)
- Nikodemus Schnabel (* 1978), deutscher Ordensgeistlicher, Ostkirchenexperte und Abt der Dormitio-Abtei in Jerusalem
- Nicodemus Daoud Sharaf, syrisch-orthodoxer Bischof von Mossul
- Nicodemus Tessin der Ältere (1615–1681), schwedischer Architekt (z. B. Schloss Drottningholm)
- Nicodemus Tessin der Jüngere (1654–1728), schwedischer Architekt (z. B. Stockholmer Schloss)

### Nachname
- Augusto Nicodemo, Maler des 18. Jahrhunderts
- Bernhard Nikodemus (1901–1975), deutscher Beamter und Interbrigadist
- Enrico Nicodemo (1906–1973), katholischer Erzbischof von Bari (1952–1973)
- Fred E. Nicodemus (1911–1997), US-amerikanischer Physiker (siehe: Bidirectional Reflectance Distribution Function)
- Katja Nicodemus (* 1968), deutsche Filmkritikerin und Journalistin
- Otto Nicodemus (1886–1966), deutscher Fußballspieler und Philatelist
- Tony Nicodemo (?–2005), US-amerikanischer Basketballspieler
- Elfriede Nikodemus (* 1947), Präsidentin des Stadt- und Regionalverbandes Saarbrücken (seit 2007)
- Rita Nikodim (* 1975), österreichische Sängerin und Schauspielerin

### Pseudonym
- Nicodemus Noricus - Pseudonym von Wenzeslaus Linck (1483–1547), deutscher evangelischer Theologe
- Nikodemus - Pseudonym von Christian Hermann Weisse (1801–1866), deutscher evangelischer Theologe und Philosoph
- Nicodemus - Pseudonym von Cecil Wellington (1957–1996), jamaikanischer Dancehallkünstler